# Jarosław Mariusz Lipniak
Jarosław Mariusz Lipniak (ur. 2 lutego 1973 w Oławie) – polski duchowny katolicki, teolog, doktor habilitowany nauk teologicznych, nauczyciel akademicki Papieskiego Wydziału Teologicznego we Wrocławiu, specjalista w zakresie teologii dogmatycznej i ekumenizmu. Od 2017 roku Redaktor Naczelny Międzynarodowego Przeglądu Teologicznego "Communio".

## Życiorys
Urodził się 2 lutego 1973 roku w Oławie. W 1988 ukończył Szkołę Podstawową w Wierzbnie, a w 1992 Liceum Ogólnokształcące im. Jana III Sobieskiego w Oławie. W 1992 roku wstąpił do Stowarzyszenia Apostolstwa Katolickiego i rozpoczął studia filozoficzno-teologiczne w Akademii Teologii Katolickiej w Warszawie. Studiował również archeologię w Jerozolimie, uzyskał dyplom przewodnika po Ziemi Świętej. W 1997–1999 roku odbywał studia w Wyższym Seminarium Duchownym Diecezji Legnickiej i na Papieskim Wydziale Teologicznym we Wrocławiu, ukończone z tytułem magistra teologii. 27 czerwca 1998 roku przyjął święcenia diakonatu, 29 maja 1999 roku święcenia kapłańskie. W latach 1998–2001 kontynuował studia licencjackie z historii Kościoła, a następnie w latach 2001–2003 studia doktoranckie na Papieskim Wydziale Teologicznym we Wrocławiu. W 2003 na podstawie napisanej pod kierunkiem Bogdana Ferdka rozprawy pt. Recepcja "Wspólnej deklaracji w sprawie nauki o usprawiedliwieniu" w teologii katolickiej uzyskał stopień naukowy doktora nauk teologicznych w zakresie ekumenizmu. W tej samej uczelni na podstawie dorobku naukowego oraz rozprawy pt. Reinterpretacja dogmatu o Niepokalanym Poczęciu Najświętszej Maryi Panny w świetle wspólnej deklaracji w sprawie nauki o usprawiedliwieniu otrzymał w 2012 stopień doktora habilitowanego nauk teologicznych w zakresie teologii dogmatycznej i mariologii.
Został nauczycielem akademickim Papieskiego Wydziału Teologicznego we Wrocławiu.